# Сан-Жуан-ду-Параизу (Минас-Жерайс)
Сан-Жуан-ду-Параизу (порт. São João do Paraíso) — муниципалитет в Бразилии, входит в штат Минас-Жерайс. Составная часть мезорегиона Север штата Минас-Жерайс. Входит в экономико-статистический микрорегион Салинас. Население составляет 21 842 человека на 2007 год. Занимает площадь 1921,172 км². Плотность населения — 11,3 чел./км².
Праздник города — 1 января.

## История
Город основан 1 января 1944 года.

## Статистика
- Валовой внутренний продукт на 2003 год составляет 49 247 571,00 реал (данные: Бразильский институт географии и статистики).
- Валовой внутренний продукт на душу населения на 2003 год составляет 2305,81 реала (данные: Бразильский институт географии и статистики).
- Индекс развития человеческого потенциала на 2000 год составляет 0,644 (данные: Программа развития ООН).

## География
Климат местности: умеренный.